# 한상희
한상희 (韓尙熙, 1959년 3월 1일, 부산광역시 ~)는 대한민국의 교수이며, 현재 건국대학교 법학전문대학원 헌법 교수로 재직중이다. 서울대학교 법과대학을 졸업하였으며 경성대학교 교수를 지냈다. 참여연대 사법감시센터 소장을 역임하였고 현재 법과사회이론학회회장, 서울시교육청 학생생활지도 정책자문위원회 위원장으로 서울학생인권조례 발표 등왕성한 사회적 활동을 하고 있다.
2010년 외국인근로자의 사업장 변경 제한 사건 변론에서 외국인 근로자 측 참고인으로 나와 "횟수 제한은 본래 입법목적은 달성하지 못하고 불법체류자 양산과 사회적 비용 증가 등 역기능만 낳고 있다"고 주장했다.

## 저술
- 한상희, 연구논문 : 사회국가의 의의, 경성법학/경성대학교 법학연구소, 1991.
- 한상희, 신속한 재판을 받을 권리 - 유럽인권재판소의 결정례를 중심으로, 공법학연구 제10권 제3호, 3~33쪽(총31쪽)/한국비교공법학회, 2009.
- 한상희, 특집 : 법학전문대학원 설립 및 성공적인 운영방안의 모색과 전략 ; 한국의 로스쿨 설립과 성공적인 운영방안, 영남법학, 영남대학교 법학연구소, 2005.
- 한상희, 장애인 인권의 법적 기초에 대한 고찰 - 장애인 인권을 바라보는 한 시각, 국제인권법, 국제인권법학회, 2004.